# Nuran Baydar
Nuran Baydar is een personage uit de Nederlandse soapserie Goede tijden, slechte tijden. Nuran debuteerde op 25 januari 2012 en wordt sindsdien gespeeld door actrice Toprak Yalçiner. Yalçiner debuteerde tegelijkertijd met haar televisiezus Dilan Yurdakul. Yalçiner is de dochter van Sihali Yalçiner, die tussen 1993 en 1996 gastoptredens maakte in de soap als Hassan Yilmaz, de neef van Fatima Yilmaz (eveneens te zien tussen 1993 en 1996).

## Achtergrond
De schrijvers wilden meer een maatschappij van Meerdijk maken naar de echte werkelijkheid. Omdat er veel Turkse Nederlanders zijn schreven ze de twee zusjes Nuran en Aysen in de serie. Daarnaast hoopten de makers van de serie een nieuwe doelgroep te bereiken. De verhaallijnen van de personages worden deels gekenmerkt door elementen die kenmerkend zijn voor de Turkse gemeenschap. Nuran probeert namelijk een goede moslima te zijn en wil volgens traditie trouwen met een Turkse man. Ondertussen schuilt er achter Nuran een groot geheim. Het personage heeft namelijk in het verleden een relatie gehad met Danny de Jong en raakte zwanger met een abortus tot gevolg. Dit nam de Turkse gemeenschap niet van harte.
Op 1 juli 2014 werd bekendgemaakt dat Nuran de volgende dag op 2 juli Goede tijden, slechte tijden ging verlaten. In 2018 kwam Nuran tijdelijk terug voor de bruiloft van haar zusje, die uiteindelijk niet doorging.

## Levensverhaal
Wanneer Nuran in Meerdijk aankomt met haar zus Aysen gaat ze aan de slag als kapster in de kapsalon/sapbar van Lorena Gonzalez. Al snel blijkt dat Danny de Jong een onenightstand met haar heeft gehad uit verdriet over zijn toen pas overleden vriendin Iris. Nuran wordt zwanger van Danny, maar als ze hem dit vertelt, reageert hij niet zoals gehoopt: hij geeft haar geld voor een abortus, die ze uiteindelijk ook besluit te plegen. Ze gaat door een heel zware tijd en heeft dan alleen Aysen om op te vertrouwen. Wanneer Danny overlijdt, heeft Nuran het toch wel moeilijk. Ook ziet ze dat Danny's broer Rik het erg moeilijk heeft met het verlies. De twee krijgen een goede band en Nuran helpt Rik af en toe met  zijn werk en brengt soms eten voor hem mee. Nuran zoekt op een islamitische datingsite naar een geschikte partner. Ze komt in contact met Bilal Demir. Ze maken plannen om te gaan trouwen, maar eigenlijk ligt Nurans hart bij Rik. Op het moment dat ze haar jawoord wil geven, komt Rik binnen en kiest ze voor hem. Later in juli 2013 op hun vrijgezellenfeest bleek dat de parachute van Mike gesaboteerd is door een onbekende dader. Uiteindelijk lukt het Aysen uit te zoeken wie de moordenaar is van Mike. Het blijkt Rik de Jong te zijn. Rik wou oorspronkelijk Aysen vermoorden, omdat Aysen zijn broer Danny de Jong heeft vermoord. Maar doordat de parachute van Mike op zijn kop hing, zag Rik deze parachute aan voor die van Aysen. Hierdoor stort niet Aysen, maar Mike neer. In plaats van Rik naar de gevangenis te sturen zal Aysen het niet doorvertellen. Later zijn Nuran en Rik door Femke Blok ontvoerd. Ze worden gered door Aysen. Uiteindelijk besluiten Nuran en Rik in Zagreb te gaan trouwen. Tegelijkertijd tijdens hun huwelijk wordt Femke door Menno verhoord. Menno komt tot een conclusie: Menno komt er namelijk achter dat Rik Mike heeft vermoord. Als Nuran en Rik terugkomen, moet Rik mee naar het politiebureau. Uiteindelijk krijgt Rik van Menno 15 jaar gevangenisstraf. Later krijgt Rik door stress in de cel een hartaanval. Na zijn hartaanval krijgt hij een droom waarin hij Nuran, Rikki en de geest van Anita voorkomen. In deze droom laat Anita Rik zien dat hij Nuran en Rikki los moet laten, omdat ze zich dan "verstikken". Rik besluit dat ook te gaan doen. Uiteindelijk gaat hij definitief van Nuran scheiden. Nuran moet van Rik afscheid gaan nemen. Dan kan Rik verder met zijn leven.
Na de scheiding van Rik begint Nuran losbandig te leven. Ze gaat drinken en doet haar hoefdoek af. Hoewel Bing en Sjors haar een beetje in toom willen houden lukt dat niet erg. Nuran en Sjors belanden in een gevecht waardoor Nuran door een glazen deur valt en in een rolstoel belandt. Mede hierdoor ziet Nuran in waar ze mee bezig was en ze besluit te gaan revalideren in het buitenland. Nuran gaat revalideren in Portugal en reist daarna door naar Amerika.
Vanwege het huwelijk van haar zus keert Nuran in 2018 weer terug. Ze blijkt gelukkig getrouwd te zijn met de Amerikaan Richard Walsh en ze is in verwachting van hun kindje. Ook is ze weer helemaal gerevalideerd en loopt ze weer voluit. In september datzelfde jaar is Nuran inmiddels bevallen van haar zoon Zayn.